# زبان‌های خاسی
زبان‌های خاسی یا زبان‌های کهاسی خانواده‌ای از زبان‌های آستروآسیایی است که در شمال شرقی مگالایا و مناطق همسایه در بنگلادش گفتگو می‌شود.

## زبان‌ها
زبان‌های کهاسی را به شرح زیر دسته‌بندی می‌شوند.
- وار (Amwi, Mnar)
- پنار-کهاسی-لینگنگام
  - لینگنگام
  - پنار (Jaintia)، کهاسی، ماهارام (Maram)